# Аретин
Аретин (нем. Aretin) — баварский баронский род армянского происхождения, члены которого неоднократно выдавались своими заслугами на поприще государственной службы и литературы.
- Иоанн Баптист Христофор Аруцион Казиадур (нем. Johann Baptist Kristof von Aretin) — родоначальник династии появился на свет 24 июня 1706 года в городе Константинополе, в бедной семье; двенадцатилетним мальчиком он прибыл в Венецию, откуда был привезен курфюрстиной баварской в город Мюнхен; тут он был воспитан при дворе и занимал впоследствии должность советника государственного казначейства. 11 апреля 1769 года он получил титул барона, который имел право передать по наследству. 11 октября того же года основатель баронского рода скончался.

- Адам фон Аретин (de:Adam von Aretin), родился 24 августа 1769 года в Ингольштадте, занимал под начальством графа Монжела должность начальника дипломатического отдела министерства иностранных дел и был в 1817 году посланником союзных держав на сейме во Франкфурте-на-Майне, где он приобрел всеобщее уважение своей умеренностью и вместе твердостью при защите новых баварских учреждений. Вместе с Штейном был основателем «Общества изучения древнегерманской истории»; ему принадлежало обширнейшее собрание эстампов и множество картин, проданных после его смерти с аукциона. Скончался 16 августа 1822 года.

- Пётр Карл Аретин (Peter Karl von Aretin) — сын барона Адама, родился 3 мая 1814 года. Состоял с 1871 года депутатом от Ингольштадтского избирательного округа в германском рейхстаге (сын его, барон Людвиг фон Аретин (Ludwig von Aretin) родился 19 марта 1845 года, также был в 1874—1878 гг. депутатом в рейхстаге от Иллертиссенского избирательного округа). Скончался 5 февраля 1884 года.

- Георг фон Аретин (de:Johann Georg von Aretin), брат предыдущего, родился 29 марта 1771 года в Ингольштадте; в 1793 году был правителем Баварского округа и немало сделал для осушения пространных дунайских болот. В 1796 году был советником государственного казначейства, а в 1806 году инспектором сухопутных и водяных путей сообщения в Тироле. Во время восстания в Тироле в 1809 году в качестве генерального комиссара был взят в плен австрийцами и отвезен в Венгрию. По освобождении из плена получил в 1810 году от баварского короля поместье и значительную пенсию, после чего посвятил себя исключительно наукам, искусствам и сельскому хозяйству. Из его сочинений заслуживают внимания: «Versuch eines Defensionssystems von Bayern» (Регенсберг, 1820) и «Zeitbedürfnisse mit besonderer Rücksicht auf Bayern» (3 т., Зальцбург и Регенсбург, 1818—19). Умер 22 февраля 1844 года.

- Христофор Аретин (de:Johann Christoph von Aretin) — третий брат Адама Аретина родился 2 декабря 1772 года в Ингольштадте, был в 1799 году советником земского управления, а по упразднении монастырей в 1803 году командирован в звании правительственного комиссара для осмотра монастырских библиотек; в 1806 году назначен главным хранителем Мюнхенской центральной библиотеки. Его сочинение «Die Pläne Napoleons und seines Gegner in Deutschlands» (1809), в котором он говорит о заговоре против Наполеона и называет Бонапарте представителем германизма, или космополитизма, возбудило между мюнхенскими учеными ожесточенную полемику, вследствие которой Аретин по повелению короля оставил в 1811 году свою должность и был назначен директором апелляционного суда в Нейбурге, а с 1819 года президентом апелляционного суда в Амберге. Многочисленные его сочинения, юридического и политического содержания, написанные в национальном духе, касаются по большей части событий его времени. Последним его трудом был «Staatsrecht der Konstitutionellen Monarchie» (новое издание, к которому продолжение написано Роттеком, 3 т., Лейпциг, 1838—40). Скончался 24 декабря 1824 года в городе Мюнхене.

- Карл Мария Аретин (Karl Maria von Aretin) — старший сын Христофора, родился в Вецларе 4 июля 1796 года, принимал участие в наполеоновских войнах 1813—1815 гг., вступил затем на дипломатическое поприще, но впоследствии служил в баварском генеральном штабе и в военном министерстве. Оставив службу, он удалился в своё поместье, но склонность к архивным занятиям побудила его возвратиться в Мюнхен. Он получил в 1834 году место советника посольства при министерстве иностранных дел и архивариуса частного королевского и государственного архива. Занимая это место, он издал следующие сочинения, написанные им в строгокатолическом духе: «Bayerns auswärtige Verhältnisse seit dem Anfang des XVI Jahrh.» (Пасс., 1839); «Geschichte des Herzogs und Kurfürsten Maximilian I» (Пасс., 1842) и «Wallenstein» (Регенсбург, 1846). В конце марта 1847 года Аретин оставил место архивариуса и назначен советником при баварском посольстве в Берлине. По утверждении в 1854 году королём баварским проекта о сооружении Баварского национального музея осуществление этого плана было возложено на Аретина. В связи с этой деятельностью было издание древностей и памятников баварскаго королевского дома: «Altertümer und Denkmale des bayr. Herscherhauses» (вып. 1—9, Мюнхен, 1855—71), которым он руководил до самой смерти. Аретин был с 1859 года пожизненным членом государственного совета. Скончался 29 апреля 1868 года в Берлине, где находился в то время депутатом в таможенном парламенте[1].

## Другие представители рода
- Анна фон Аретин (Annette von Aretin; 1920–2006)
- Антон фон Аретин (Anton Freiherr von Aretin; 1918–1981)
- Эрвейн фон Аретин (Erwein von Aretin; 1887–1952)
- Фелистас фон Аретин (Felicitas von Aretin; род. 1962)
- Генрих фон Аретин (Heinrich von Aretin; 1875–1943)
- Иоганн Адам фон Аретин (Johann Adam Freiherr von Aretin; 1769–1822)
- Иоганн Кристоф фон Аретин (Johann Christoph Freiherr von Aretin; 1773–1824)
- Иоганн Георг фон Аретин (Johann Georg Freiherr von Aretin; 1770–1845)
- Карл Отмар фон Аретин (Karl Otmar von Aretin; 1923-2014) - немецкий историк